# Poręby (województwo podkarpackie)
Poręby – wieś w Polsce położona w województwie podkarpackim, w powiecie krośnieńskim, w gminie Jedlicze.
| SIMC    | Nazwa    | Rodzaj    |
| ------- | -------- | --------- |
| 0353767 | Dębina   | część wsi |
| 0353773 | Na Górze | część wsi |

W latach 1975–1998 miejscowość położona była w województwie krośnieńskim.